# عادل رامی
عادل رامی (فرانسوی: Adil Rami‎؛ زادهٔ ۲۷ دسامبر ۱۹۸۵) بازیکن فوتبال اهل فرانسه است که به عنوان مدافع میانی بازی می‌کند.
وی همچنین برای تیم ملی فوتبال فرانسه بازی کرده‌است و در ۳۶ بازی ملی خود موفق شده ۱ گل به‌ثمر برساند.

## زندگی شخصی
در سال ۲۰۱۷ رامی با پاملا اندرسون روابط عاشقانه آغاز کرد.